# Université catholique d'Irlande
L'université catholique d'Irlande (en anglais : Catholic University of Ireland ; en irlandais : Ollscoil Chaitliceach na hÉireann) est un ancien établissement d'enseignement supérieur catholique irlandais qui a existé de 1851 à 1911.

## Histoire
Elle est fondée à Dublin en 1851 à la suite du synode de Thurles l'année précédente. Elle constitue une initiative catholique, face à la Queen's University of Ireland et à ses collèges associés non dénominationnels.
L'université accueille les étudiants à partir du 18 mai 1854. Elle est établie avec cinq facultés, en droit, lettres, médecine, philosophie et théologie catholique. John Henry Newman est nommé recteur.
En 1909, elle cède la place à l'université nationale d'Irlande dont le collège universitaire de Dublin est un établissement constituant, mais continue d'exister jusqu'en 1911.